# Amador Coutiño de Coss
Amador Coutiño de Coss (30 de abril de 1896 - 6 de marzo de 1966) fue un político y jurisconsulto mexicano. Fue un en dos ocasiones Gobernador interino del estado de Chiapas, abogado, notario público, magistrado y filántropo del estado de Chiapas. Nació en la Heroica Chiapa de Corzo, el 30 de abril de 1896. Los estudios primarios y secundarios los realizó en su estado natal. Los estudios profesionales los terminó en la escuela de derecho de la Universidad Nacional de México, obteniendo el título de licenciado en derecho el nueve de abril de 1919. Recién titulado trabajó en la Secretaría de Hacienda. Además laboró como Catedrático en la asignatura de historia universal en el Heroico Colegio Militar. Tiempo después se trasladó a la ciudad de Tampico, Tamaulipas, para ejercer la profesión como abogado de la Transcontinental Petroleus Company, separándose tiempo después para trabajar por su propia cuenta como abogado y notario en el estado de Veracruz, principalmente en las ciudades de Panuco y Orizaba. Falleció el seis de marzo de 1966, en la ciudad de Tuxtla Gutiérrez, Chiapas.

## Carrera política
La inquietud política lo hizo aspirar a una curul de diputado federal, representando al estado de Chiapas. No habiendo logrado su objetivo, fue designado juez séptimo del ramo civil en la Ciudad de México, DF., cargo que desempeñó honorablemente en los años de 1923-1927. De marzo al mes de noviembre de 1928, fue gobernador interino de Chiapas, en 1928 y en 1936.

### Gobernaturas
En los breves periodos en que gobernó al estado de Chiapas, expidió decretos legales a favor de los menores y de los incapacitados. Disposiciones que por su valía fueron comentadas e incluidas en el Código penal vigente en el estado en el año de 1938. Siempre fue de espíritu liberal y formó parte de la Logia masónica "Del Gran Valle de México", en donde alcanzó los grados máximos dentro del ritual simbólico y filosófico. 

#### Primera administración
Fue Gobernador sustituto de Chiapas del 31 de marzo al nueve de noviembre de 1928. La Cámara de Senadores nombró Gobernador provisional al licenciado Coutiño de Coss, quien asumió a la gubernatura en una etapa difícil, ya que se avecinaban las elecciones de los poderes estatales y federales, y el estado aún estaba resentido e indignado a raíz de los recientes fusilamientos de varias personalidades, lo que empeoraba más fue el asesinato en la Ciudad de México del presidente electo de la República, el General Álvaro Obregón, causante de los fusilamientos de connotados chiapanecos de alta estimación.

#### Segunda administración
Por segunda vez fue nombrado Gobernador del estado de Chiapas en el periodo comprendido del 29 de septiembre al 14 de diciembre de 1936. A pesar de su corta permanencia en el poder, en el ramo jurídico efectuó destacadas obras, entre las que sobresalen: por conducto de una Comisión de abogados que nombró, se reformaron los Código civil y el Código penal; se formuló el reglamento de tierras ociosas, la ley de tribunales para menores e incapacitados, la Ley que establecía la condena condicional de los delincuentes primarios, el reglamento para el descanso obligatorio y pago del séptimo día, el reglamento de la inspección estatal del trabajo, la ley que creó el Departamento de Asistencia Social y Proletaria (adoptada más tarde por el gobierno federal, creando la Secretaría de Asistencia Pública).

### Funcionario público
A la vez, efectuó tareas de mucho realce e importancia para el estado de Chiapas. Creó el Departamento de Conciliación y Arbitraje, fundó el Departamento de Acción Proletaria y Previsión Social, fundó el Departamento de Educación Pública. En la ciudad de San Cristóbal de Las Casas instaló un internado para indígenas; dotó de tierras a los campesinos ayudado por un cuerpo de ingenieros y también dotó de una planta generadora de luz eléctrica a la ciudad de Chiapa de Corzo.
Estableció su bufete jurídico en la ciudad de México, DF, siendo abogado litigante desde 1929 hasta mediados de 1936. Del mes de septiembre a diciembre del mismo año desempeñó el cargo de gobernador sustituto en Chiapas. Formó parte de la directiva del Partido Revolucionario Mexicano (PRM).
En enero de 1938, el general Lázaro Cárdenas del Río, presidente de la República mexicana lo designó procurador general de Justicia del Distrito y Territorios Federales, cargo que desempeñó hasta 1940, año en que renunció para contender por la gubernatura de su estado. También fue jefe de la oficina de la pequeña propiedad de la Presidencia de la República, con el general Lázaro Cárdenas.
Durante su actuación en la Procuraduría General de Justicia del Distrito y Territorios Federales, creó la escuela de capacitación para los elementos de la Policía Judicial. Estableció el tercer turno para el personal de las agencias investigadoras del Ministerio Público en el Distrito Federal.
Organizó la celebración del Primer Congreso Nacional de Procuradores de Justicia de la República, acto que se verificó en el Palacio de Bellas Artes, del ocho al 13 de mayo de 1939. En esta convención se obtuvo importantes conclusiones en los diversos temas sobre política criminal; lucha contra el vicio y la delincuencia, medidas profilácticas contra el alcoholismo y el uso de venta de sustancias, acción solidaria de los gobiernos locales en la persecución de los delincuentes, entre otros.
Ha sido el único titular de la dependencia en cuestión, que en forma sistemática y, personal, supervisó mediante visitas a distintas horas de la noche y de la madrugada, la conducta y actividades de los agentes investigadores del Ministerio Público, en las delegaciones urbanas y foráneas del Distrito Federal.

### Carrera profesional
De 1941 a 1952, ejerció la abogacía en su despacho profesional, instalado en la capital del país.
En 1953, fue llamado e invitado para desempeñar el cargo de abogado consultor del gobierno del estado de Chiapas, trasladándose a la capital de Tuxtla Gutiérrez. Simultáneamente fue abogado postulante y notario público hasta 1964. A partir de diciembre de 1953, fue designado magistrado presidente del Honorable Tribunal Superior de Justicia del Estado de Chiapas, cargo en el que duró hasta el día de su fallecimiento, el seis de marzo de 1966. En este periodo (julio del año de 1965), se llevó a cabo la primera reunión de funcionarios judiciales de la entidad, para reorganizar la impartición y aplicación de justicia.
Siempre estuvo al pendiente de ayudar y velar por sus semejantes; en agosto de 1956, se integró un patronato, presidido por él, para instituir la delegación, en la ciudad de Tuxtla Gutiérrez, de la benemérita Cruz Roja. Durante su administración y presidencia, construyó el hospital de emergencia y se adquirieron dos ambulancias. Este cargo honorífico, lo ostentó también hasta el día de su muerte. Además organizó un comité, que debería encargarse de celebrar y construir un monumento conmemorativo del primer centenario de la gloriosa batalla del 21 de octubre de 1863, edificado en la ciudad de Chiapa de Corzo, entre las fuerzas liberales bajo el mando del general Ángel Albino Corzo Castillejos, brazo derecho en el sureste de la República, del licenciado Benito Pablo Juárez García y tropas revolucionarias y monárquicas. En esta acción se dio la puntilla al movimiento conservador, en la región indicada.
El evento (21 de octubre de 1963) se realizó dignamente con la presencia del subsecretario del Trabajo, licenciado Julio Santoscoy, en representación del presidente de la República, licenciado Adolfo López Mateos.